# Charles de Lambert

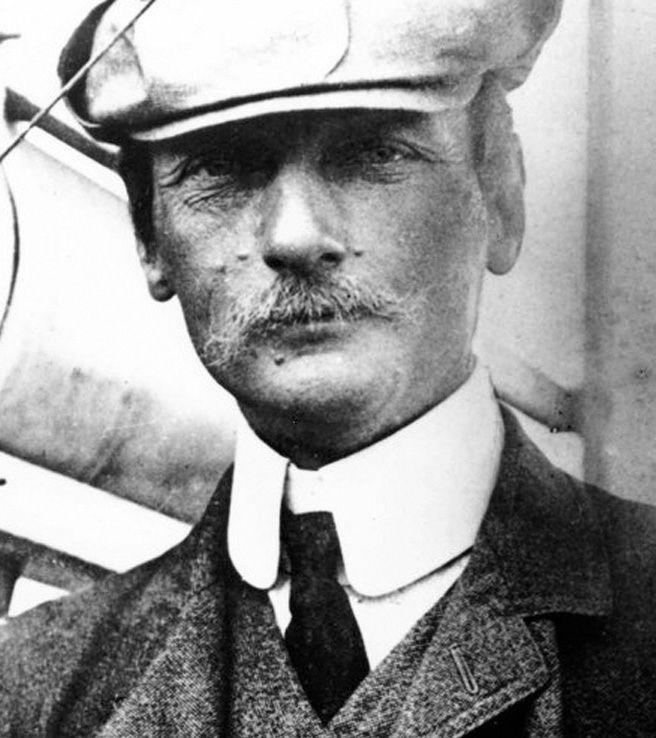
Charles, Count de Lambert

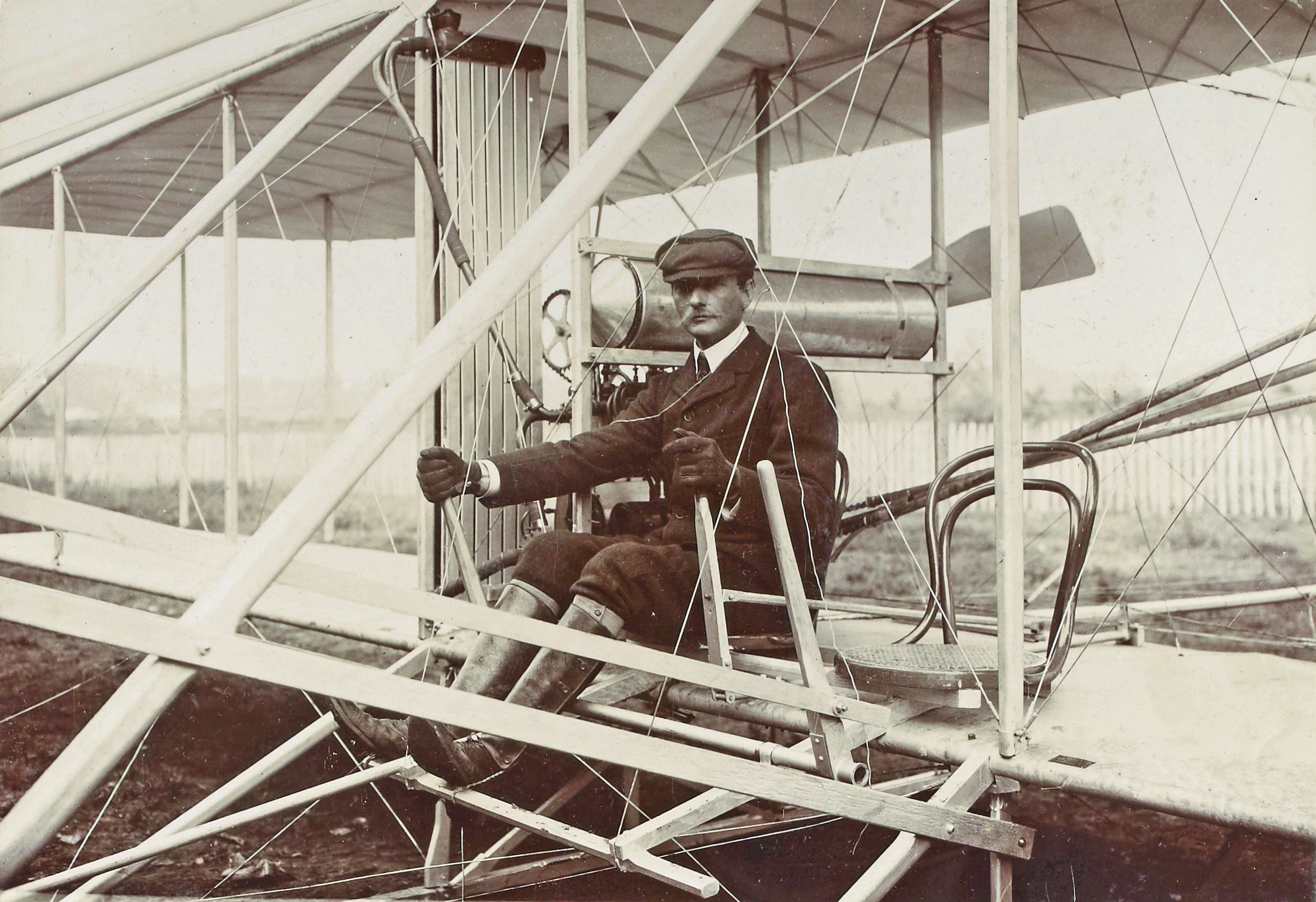
Charles de Lambert 1909 in Paris an den Steuerhebeln eines Wright Model A

Graf Charles, Count de Lambert mit vollem Namen Charles Alexandre Maurice Joseph Marie Jules Stanislas Jacques count Charles de Lambert, auch Count de Lambert oder Comte de Lambert (30. Dezember 1865 in Funchal – 26. Februar 1944 in Saint-Sylvain-d’Anjou) war ein russisch-stämmiger Flugpionier und Erfinder von Flugzeugen und Wasserflugzeugen in Frankreich.

## Flugtechnik
Angeregt durch die Versuche von Hiram Maxim war de Lambert 1894 einer der ersten Käufer eines Flugapparates von Otto Lilienthal. 1904 baute er ein experimentelles Tragflügelboot, das auf der Seine bei Paris getestet wurde.
De Lambert war 1908 der erste Schüler der Brüder Wright in Frankreich und wurde zum gefeierten und mit vielen Preisen geehrten Flugpionier. Am 18. Oktober 1909 überflog de Lambert mit seinem Wright-Doppeldecker den Eiffelturm, vom Flugplatz in Viry-Châtillon, 20 Kilometer südlich von Paris kommend, und kehrte dorthin zurück. Der Flug dauerte 49 Minuten und 39 Sekunden. Die zurückgelegte Strecke betrug ungefähr 50 Kilometer.
Gemeinsam mit Hubert Latham und Louis Blériot versuchte de Lambert, den von der Daily Mail mit 1000 Pfund dotierten Preis für die erfolgreiche Überquerung des Ärmelkanals mit einem Flugzeug zu erringen. Den Preis gewann Blériot am 25. Juli 1909. Die beiden Wright-Maschinen de Lamberts wurden bereits während seiner Trainingsflüge beschädigt.

## Leben
De Lambert war ausgewanderter russischer Staatsbürger. Großvater und Vater waren Generäle der russischen Armee. Er war zweimal verheiratet. Marie-Louise Marguerite Savary de Lancosme-Brèves heiratete er am 19. Februar 1865 und hatte mit ihr eine Tochter, Jane. Zum 25. Jahrestag des Fluges um den Eiffelturm wurde de Lambert zum Offizier der Ehrenlegion befördert.